# Phricotelus stelliger
Phricotelus stelliger is een spinnensoort in de taxonomische indeling van de Mysmenidae.
Het dier behoort tot het geslacht Phricotelus. De wetenschappelijke naam van de soort werd voor het eerst geldig gepubliceerd in 1895 door Eugène Simon.